# Riccardo Ghedin
Riccardo Ghedin (* 5. Dezember 1985 in Rom) ist ein ehemaliger italienischer Tennisspieler.

## Karriere
Riccardo Ghedin spielte hauptsächlich auf der ATP Challenger Tour und der ITF Future Tour. Er konnte 5 Einzel- und 16 Doppelsiege auf der Future Tour feiern. Auf der Challenger Tour siegte er siebenmal in der Doppelkonkurrenz. Den ersten Erfolg feierte er im März 2011 auf der Insel Guadeloupe, wo er an der Seite von Stéphane Robert die Doppelkonkurrenz von Le Gosier gewinnen konnte.
Sein erstes von drei Spielen im Einzel auf der ATP Tour bestritt er im Juni 2009, wo er über die Qualifikationsrunden ins Hauptfeld von Wimbledon einzog. In der ersten Runde traf er auf den Letten Ernests Gulbis, dem er in drei Sätzen unterlag. Seine beste Platzierung im Einzel erreichte er im selben Jahr mit Position 222 der Tennisweltrangliste. Im Doppel war er im August 2016 mit Position 109 am höchsten notiert.
2018 war er das letzte Mal bei einem Profiturnier aktiv.

## Erfolge
| Legende (Anzahl der Siege)  |
| Grand Slam                  |
| ATP World Tour Finals       |
| ATP World Tour Masters 1000 |
| ATP World Tour 500          |
| ATP World Tour 250          |
| ATP Challenger Tour (7)     |

### Doppel

#### Turniersiege
| Nr. | Datum             | Turnier     | Belag     | Partner               | Finalgegner                            | Ergebnis         |
| --- | ----------------- | ----------- | --------- | --------------------- | -------------------------------------- | ---------------- |
| 1.  | 19. März 2011     | Le Gosier   | Hartplatz | Stéphane Robert       | Arnaud Clément Olivier Rochus          | 6:2, 5:7, [10:7] |
| 2.  | 3. September 2011 | Bangkok (1) | Hartplatz | Pierre-Ludovic Duclos | Nicholas Monroe Ludovic Walter         | 6:4, 6:4         |
| 3.  | 27. Juli 2013     | Astana      | Hartplatz | Claudio Grassi        | Andrei Golubew Michail Kukuschkin      | 3:6, 6:3, [10:8] |
| 4.  | 1. November 2013  | Casablanca  | Sand      | Claudio Grassi        | Gero Kretschmer Alexander Satschko     | 6:4, 6:4         |
| 5.  | 5. September 2015 | Bangkok (2) | Hartplatz | Bai Yan               | Chen Ti Li Zhe                         | 6:2, 7:5         |
| 6.  | 30. April 2016    | Anning      | Sand      | Bai Yan               | Denys Moltschanow Alexander Nedowessow | 4:6, 6:3, [10:6] |
| 7.  | 13. August 2016   | Fano        | Sand      | Alessandro Motti      | Lucas Miedler Mark Vervoort            | 6:4, 6:4         |